# 金創藥
金創藥又名封口金創藥、俗稱刀尖藥，是中國傳統中藥成藥，其名常聞於中國電影及香港電視劇古裝小說人物對白，例如《包青天》中的展昭、《天龍八部》中的喬峰等。武林高手人人自備金創藥。
网络上流传金創藥是動物骨頭輾磨而成的藥粉，用於醫治跌打刀傷、止血等、能助生肌肉。这种说法可能源自明代僧人异远真人所著的《跌损妙方》，其中有一药方名为“金创迎刃散”，其制作方法中提到了“龙骨”（即“甲骨”）。

## 相關
- 雲南白藥

## 外部参考
- 少林秘方: 封口金瘡藥 （页面存档备份，存于）